# Macrodiplodiopsis desmazieri
Macrodiplodiopsis desmazieri är en svampart som först beskrevs av Jean François Montagne, och fick sitt nu gällande namn av Franz Petrak 1922. Macrodiplodiopsis desmazieri ingår i släktet Macrodiplodiopsis, divisionen sporsäcksvampar och riket svampar.   Inga underarter finns listade i Catalogue of Life.